# Championnats de Slovaquie de cyclisme sur route
Les championnats de Slovaquie de cyclisme sur route sont organisés tous les ans depuis 1996. Ils succèdent aux championnats de Tchécoslovaquie de cyclisme sur route.

## Hommes

### Podiums de la course en ligne
| Année | Vainqueur          | Deuxième              | Troisième             |
| ----- | ------------------ | --------------------- | --------------------- |
| 1996  | Martin Riška       | Milan Dvorščík        | Ján Valach            |
| 1997  | Ján Valach         | Miroslav Lipták (en)  | Pavel Zaduban (en)    |
| 1998  | Ján Valach         | Ján Šipeky            | Miroslav Lipták (en)  |
| 1999  | Ján Valach         | Miroslav Lipták (en)  | Martin Riška          |
| 2000  | Róbert Nagy        | Roman Broniš          | Ondrej Slobodník (nl) |
| 2001  | Ján Valach         | Ľuboš Kondis (en)     | Roman Broniš          |
| 2002  | Martin Riška       | Róbert Nagy           | Miroslav Keliar       |
| 2003  | Martin Riška       | Róbert Glovniak       | Roman Broniš          |
| 2004  | Martin Riška       | Matej Jurčo           | Miroslav Keliar       |
| 2005  | Martin Prázdnovský | Ondrej Slobodník (nl) | Roman Broniš          |
| 2006  | Maroš Kováč        | Zoltán Remák          | Martin Riška          |
| 2007  | Martin Riška       | Ján Valach            | Maroš Kováč           |
| 2008  | Matej Jurčo        | Roman Broniš          | Martin Prázdnovský    |
| 2009  | Martin Velits      | Ján Valach            | Matej Jurčo           |
| 2010  | Martin Kostelničák | Maroš Kováč           | Martin Riška          |
| 2011  | Peter Sagan        | Matej Jurčo           | Marek Čanecký         |
| 2012  | Peter Sagan        | Peter Velits          | Patrik Tybor          |
| 2013  | Peter Sagan        | Maroš Kováč           | Patrik Tybor          |
| 2014  | Peter Sagan        | Peter Velits          | Martin Mahďar         |
| 2015  | Peter Sagan        | Juraj Sagan           | Patrik Tybor          |
| 2016  | Juraj Sagan        | Peter Sagan           | Michal Kolář          |
| 2017  | Juraj Sagan        | Peter Sagan           | Erik Baška            |
| 2018  | Peter Sagan        | Juraj Sagan           | Michal Kolář          |
| 2019  | Juraj Sagan        | Erik Baška            | Patrik Tybor          |
| 2020  | Juraj Sagan        | Erik Baška            | Lukáš Kubiš           |
| 2021  | Peter Sagan        | Matúš Štoček          | Lukáš Kubiš           |
| 2022  | Peter Sagan        | Lukáš Kubiš           | Matúš Štoček          |
| 2023  | Matúš Štoček       | Peter Sagan           | Lukáš Kubiš           |

Multi-titrés
- 8 : Peter Sagan
- 5 : Martin Riska
- 4 : Juraj Sagan, Jan Valach

### Podiums du contre-la-montre
| Année | Vainqueur                               | Deuxième                                | Troisième                               |
| ----- | --------------------------------------- | --------------------------------------- | --------------------------------------- |
| 1997  | Miroslav Lipták (en)                    | Ján Valach                              | Ondrej Slobodník (nl)                   |
| 1998  | Ján Valach                              | Miroslav Lipták (en)                    | Ondrej Slobodník (nl)                   |
| 1999  | Ondrej Slobodník (nl)                   | Ján Valach                              | Milan Dvorščík                          |
| 2000  | Ondrej Slobodník (nl)                   | Róbert Nagy                             | Ján Špak                                |
| 2001  | Ján Valach                              | Róbert Glajza (de)                      | Róbert Nagy                             |
| 2002  | Ján Valach                              | Martin Riška                            | Miroslav Keliar                         |
| 2003  | Róbert Nagy                             | Ondrej Slobodník (nl)                   | Miroslav Keliar                         |
| 2004  | Matej Jurčo                             | Ján Valach                              | Róbert Nagy                             |
| 2005  | Matej Jurčo                             | Ján Valach                              | Ondrej Slobodník (nl)                   |
| 2006  | Matej Jurčo                             | Zoltán Remák                            | Martin Riška                            |
| 2007  | Édition annulée pour raison de sécurité | Édition annulée pour raison de sécurité | Édition annulée pour raison de sécurité |
| 2008  | Matej Jurčo                             | Róbert Nagy                             | Roman Broniš                            |
| 2009  | Roman Broniš                            | Pavol Polievka                          | Róbert Nagy                             |
| 2010  | Martin Velits                           | Pavol Polievka                          | Róbert Nagy                             |
| 2011  | Pavol Polievka                          | Roman Broniš                            | Róbert Nagy                             |
| 2012  | Peter Velits                            | Martin Velits                           | Matej Jurčo                             |
| 2013  | Peter Velits                            | Maroš Kováč                             | Milan Barényi                           |
| 2014  | Peter Velits                            | Maroš Kováč                             | Patrik Tybor                            |
| 2015  | Peter Sagan                             | Maroš Kováč                             | Patrik Tybor                            |
| 2016  | Marek Čanecký                           | Maroš Kováč                             | Roman Broniš                            |
| 2017  | Marek Čanecký                           | Patrik Tybor                            | Adrián Babič                            |
| 2018  | Marek Čanecký                           | Patrik Tybor                            | Martin Haring                           |
| 2019  | Ján Andrej Cully                        | Marek Čanecký                           | Patrik Tybor                            |
| 2020  | Ján Andrej Cully                        | Martin Haring                           | Ronald Kuba                             |
| 2021  | Ronald Kuba                             | Lukas Kubis                             | Ján Andrej Cully                        |
| 2022  | Ján Andrej Cully                        | Marek Čanecký                           | Ronald Kuba                             |
| 2023  | Matúš Štoček                            | Martin Jurik                            | Marek Čanecký                           |

Multi-titrés
- 4 : Matej Jurčo
- 3 : Marek Čanecký, Ján Valach, Peter Velits, Ján Andrej Cully
- 2 : Ondrej Slobodník (nl)

## Femmes

### Podiums de la course en ligne
| Année | Vainqueur           | Deuxième             | Troisième           |
| ----- | ------------------- | -------------------- | ------------------- |
| 1993  | Ildiko Paczova      | Lenka Ilavská        | Iveta Sitarova      |
| 1994  | Lenka Ilavská       | Elena Barillova      | Jaroslava Komankova |
| 1995  | Eva Orvošová        | Jaroslava Komankova  | Jana Nikova         |
| 1996  | Lenka Ilavská       | Elena Barillova      | Jaroslava Komankova |
| 1997  | Lenka Ilavská       | Ildiko Paczova       | Zlatica Gavláková   |
| 1998  | Lenka Ilavská       | Elena Barillova      | Jaroslava Komankova |
| 1999  | Lenka Ilavská       | Elena Barillova      | Janette Bohmova     |
| 2000  | Zlatica Gavláková   | Elena Barillova      | Janka Stevkova      |
| 2001  | Lenka Ilavská       | Zlatica Gavláková    | Janka Stevkova      |
| 2002  | Zlatica Gavláková   | Alena Buresova       | Katarina Lehocka    |
| 2003  |                     |                      |                     |
| 2004  |                     |                      |                     |
| 2005  |                     |                      |                     |
| 2006  | Zuzana Vojtasova    |                      |                     |
| 2007  | Katarina Uhlarikova | Zuzana Vojtasova     |                     |
| 2008  | Eva Potocna         | Katarina Uhlarikova  |                     |
| 2009  | Alzbeta Pavlendova  | Monika Kadlecova     | Katarina Uhlariková |
| 2010  | Katarina Uhlariková | Alzbeta Pavlendová   | Monika Kadlecová    |
| 2011  | Janka Števková      | Monika Kadlecová     | Julia Jurcová       |
| 2012  | Alžbeta Pavlendová  | Monika Kadlecová     | Livia Hanesová      |
| 2013  | Monika Kadlecova    | Livia Hanesova       | Andrea Juhasova     |
| 2014  | Monika Kadlecova    | Lubica Dadova        | Alžbeta Pavlendová  |
| 2015  | Alžbeta Pavlendová  | Tereza Medvedova     | Livia Hanesova      |
| 2016  | Janka Stevkova      | Livia Hanesova       | Tereza Medvedova    |
| 2017  | Alžbeta Pavlendová  | Janka Stevkova       | Tereza Medvedova    |
| 2018  | Tereza Medvedová    | Tatiana Jaseková     | Alžbeta Bačíková    |
| 2019  | Alžbeta Bačíková    | Tereza Medvedová     | Monika Kadlecová    |
| 2020  | Tereza Medvedová    | Janka Keseg Števková | Radka Paulechova    |
| 2021  | Tereza Medvedová    | Radka Paulechova     | Nora Jenčušová      |
| 2022  | Nora Jenčušová      | Barbora Svrckova     | Tereza Medvedová    |
| 2023  | Nora Jenčušová      | Tereza Medvedová     | Barbora Svrckova    |
| 2024  | Nora Jenčušová      | Terézia Ciriaková    | Alžbeta Bačíková    |
| 2025  | Viktória Chladoňová |                      |                     |

Multi-titrées
- 6 : Lenka Ilavská
- 4 : Alžbeta Pavlendová
- 3 : Tereza Medvedová
- 2 : Zlatica Gavláková, Katarína Uhlariková (en), Monika Kadlecová (en)

### Podiums du contre-la-montre
| Année | Vainqueur           | Deuxième               | Troisième           |
| ----- | ------------------- | ---------------------- | ------------------- |
| 1993  | Lenka Ilavská       | Elena Barillova        | Iveta Sitarova      |
| 1994  | Lenka Ilavská       | Elena Barillova        | Ildiko Paczova      |
| 1995  | Lenka Ilavská       | Jaroslava Komankova    | Elena Barillova     |
| 1996  | Lenka Ilavská       | Elena Barillova        | Jaroslava Komankova |
| 1997  | Lenka Ilavská       | Ildiko Paczova         | Elena Barillova     |
| 1998  | Lenka Ilavská       | Elena Barillova        | Janette Bohmova     |
| 1999  | Elena Barillova     | Janette Bohmova        | Jaroslava Komankova |
| 2000  | Lenka Ilavská       | Zlatica Gavláková      | Elena Barillova     |
| 2001  | Lenka Ilavská       | Zlatica Gavláková      | Elena Barillova     |
| 2002  | Zlatica Gavláková   | Elena Barillova        | Eva Potocna         |
| 2003  |                     |                        |                     |
| 2004  |                     |                        |                     |
| 2005  |                     |                        |                     |
| 2006  | Zuzana Vojtasova    |                        |                     |
| 2007  |                     |                        |                     |
| 2008  | Katarína Uhlariková | Eva Potocna            |                     |
| 2009  | Alžběta Pavlendová  | Monika Kadlecová       | Katarína Uhlariková |
| 2010  | Alžběta Pavlendová  | Monika Kadlecová       | Zuzana Vojtášová    |
| 2011  | Alžběta Pavlendová  | Monika Kadlecová       | Katarína Uhlariková |
| 2012  | Janka Števková      | Alžběta Pavlendová     | Kristína Lapinová   |
| 2013  | Alžběta Pavlendová  | Michaela Maláriková    | Monika Kadlecová    |
| 2014  | Michaela Malarikova | Janka Stevkova         | Livia Hanesova      |
| 2015  | Tereza Medvedová    | Alžběta Pavlendová     | Livia Hanesova      |
| 2016  | Lucia Valachova     | Janka Stevkova         | Tatiana Jaseková    |
| 2017  | Janka Stevkova      | Lucia Valachova        | Tereza Medvedová    |
| 2018  | Tatiana Jaseková    | Livia Hanesova         | Alžbeta Bačíková    |
| 2019  | Tatiana Jaseková    | Mariana Findrova       | Andrea Šimora       |
| 2020  | Tereza Medvedová    | Janka Keseg Števková   | Tatiana Jaseková    |
| 2021  | Nora Jenčušová      | Janka Keseg Števková   | Nikola Corbova      |
| 2022  | Nora Jenčušová      | Janka Keseg Števková   | Petra Machálková    |
| 2023  | Nora Jenčušová      | Rebeka Cully-Rizmanova | Tereza Medvedová    |
| 2024  | Nora Jenčušová      | Zuzana Michalíková     | Alžbeta Bačíková    |
| 2025  | Viktória Chladoňová |                        |                     |

Multi-titrées
- 8 : Lenka Ilavská
- 4 : Alžběta Pavlendová
- 2 : Janka Števková, Tatiana Jaseková (en), Tereza Medvedová, Nora Jenčušová

## Espoirs Hommes

### Podiums de la course en ligne
| Année | Vainqueur          | Deuxième           | Troisième          |
| ----- | ------------------ | ------------------ | ------------------ |
| 2001  | Ján Kružić         | Branislav Stejskal | Milan Sihelský     |
| 2002  | Radovan Husár      | Michal Lariš       | Branislav Stejskal |
| 2003  | Pavol Juráš        | Branislav Stejskal | Marián Hecl        |
| 2004  | Marián Hecl        | Andrej Lalinský    | Róbert Mitošinka   |
| 2005  | Martin Velits      | Peter Velits       | Andrej Lalinský    |
| 2006  | Martin Velits      | Peter Velits       | Štefan Freivolt    |
| 2007  | Ivan Viglaský (de) | Jakub Novák        | Jozef Palčák       |
| 2008  | Juraj Sagan        | Miloš Masný        | Martin Mahďar      |
| 2009  | Matej Vyšňa (de)   | Juraj Sagan        | Martin Mahďar      |
| 2010  | Jakub Novák        | Matej Vyšňa (de)   | Matúš Macák        |
| 2011  | Martin Mahďar      | Ján Subovits       | Martin Wachs       |
| 2012  | Michal Habera      | Filip Taragel      | Róbert Malík       |
| 2013  | Erik Baška         | Michal Kolář       | Juraj Lajcha       |
| 2014  | Ľuboš Malovec      | Filip Taragel      | Erik Baška         |
| 2015  | Erik Baška         | Ľuboš Malovec      | Juraj Bellan       |
| 2016  | Ľuboš Malovec      | Tomáš Harag        | Juraj Lajcha       |
| 2017  | Juraj Bellan       | Ján Andrej Cully   | Adam Szász         |
| 2018  | Matúš Štoček       | Juraj Bellan       | Martin Vlčák       |
| 2019  | Samuel Oros        | Dávid Kaško        | Matej Blaško       |
| 2020  | Lukáš Kubiš        | Stefan Michalička  | Matej Blaško       |
| 2021  | Tobias Vančo       | Simon Nagy         | Lukáš Kubiš        |
| 2022  | Lukáš Kubiš        | Samuel Kováč       | Dennis Hoza        |
| 2023  | Simon Nagy         | Pavol Rovder       | Samuel Kováč       |
| 2024  | Dominik Dunár      | Samuel Tuka        | Samuel Kováč       |
| 2025  | Samuel Fedor       | Samuel Novák       | Lukáš Panáček      |

Multi-titrés
- 2 : Martin Velits, Erik Baška, Ľuboš Malovec, Lukáš Kubiš

### Podiums du contre-la-montre
| Année | Vainqueur                               | Deuxième                                | Troisième                               |
| ----- | --------------------------------------- | --------------------------------------- | --------------------------------------- |
| 2000  | Pavel Zerzáň (nl)                       | Michal Prusa                            | Radek Dítě                              |
| 2002  | Michal Lariš                            | Jakub Kolínek                           | Milan Branický                          |
| 2003  | Matej Jurčo                             | Jakub Kolínek                           | Milan Branický                          |
| 2004  | Martin Velits                           | Peter Velits                            | Róbert Mitošinka                        |
| 2005  | Peter Velits                            | Andrej Lalinský                         | Štefan Freivolt                         |
| 2006  | Peter Velits                            | Martin Velits                           | Štefan Freivolt                         |
| 2007  | Édition annulée pour raison de sécurité | Édition annulée pour raison de sécurité | Édition annulée pour raison de sécurité |
| 2008  | Martin Kostelničák                      | Marek Čanecký                           | Patrik Tybor                            |
| 2009  | Jakub Novák                             | Patrik Tybor                            | Marek Čanecký                           |
| 2010  | Marek Čanecký                           | Matej Vyšňa (de)                        | Jakub Novák                             |
| 2011  | Johann Schwábik                         | Filip Taragel                           | Martin Mahďar                           |
| 2012  | Johann Schwábik                         | Filip Taragel                           | Michal Kolář                            |
| 2013  | Erik Baška                              | Johann Schwábik                         | Matej Krajícek                          |
| 2014  | Mário Daško                             | Ľuboš Malovec                           | Johann Schwábik                         |
| 2015  | Erik Baška                              | Juraj Bellan                            | Andrej Strmiska                         |
| 2016  | Ľuboš Malovec                           | Juraj Lajcha                            | Tomáš Harag                             |
| 2017  | Adrián Babič                            | Juraj Bellan                            | Ján Andrej Cully                        |
| 2018  | Matúš Štoček                            | Adrián Babič                            | Juraj Bellan                            |
| 2019  | Martin Vlčák                            | Samuel Oros                             | Andrej Komora                           |
| 2020  | Samuel Oros                             | Pavol Kramarčik                         | Simon Nagy                              |
| 2021  | Lukáš Kubiš                             | Filip Lohinský                          | Matúš Štoček                            |
| 2022  | Samuel Kováč                            | Adam Gross                              | Lukáš Sokolík                           |
| 2023  | Martin Jurík                            | Filip Lohinský                          | Samuel Kováč                            |
| 2024  | Matthias Schwarzbacher                  | Martin Jurík                            | Dominik Dunár                           |
| 2025  | Adam Gross                              | Martin Jurík                            | Richard Riška                           |

Multi-titrés
- 2 : Peter Velits, Johann Schwábik, Erik Baška

## Juniors Hommes

### Podiums de la course en ligne
| Année     | Vainqueur          | Deuxième               | Troisième          |
| --------- | ------------------ | ---------------------- | ------------------ |
| 2002      | Stanislav Kardos   | Peter Velits           | Matej Jurčo        |
| 2003      | Peter Velits       | Martin Velits          | Lukáš Hanus        |
| 2004-2005 | Résultats inconnus | Résultats inconnus     | Résultats inconnus |
| 2006      | Róbert Gavenda     | Juraj Sagan            | Peter Sagan        |
| 2007      | Peter Sagan        | Martin Mahďar          | Róbert Povolný     |
| 2008      | Résultats inconnus | Résultats inconnus     | Résultats inconnus |
| 2009      | Boris Marek        | Tomáš Ažaltović        | Peter Bališ        |
| 2010      | Filip Taragel      | Jozef Mazán            | Jurai Špánik       |
| 2011      | Michal Habera      | Erik Baška             | Ľuboš Malovec      |
| 2012      | Mário Daško        | Dávid Zverko           | Erik Baška         |
| 2013      | Martin Dubeň       | Juraj Bellan           | Tomáš Harag        |
| 2014      | Dávid Zverko       | Ladislav Kniha         | Dominik Poruban    |
| 2015      | Juraj Michalicka   | Adrián Foltán          | Tomáš Person       |
| 2016      | Matúš Štoček       | Alex Zeman             | Samuel Oros        |
| 2017      | Matúš Štoček       | Pavol Januš            | Matuš Melis        |
| 2018      | Matej Blaško       | Adam Foltán            | Marek Bugár        |
| 2019      | Pavol Kramarčik    | Simon Nagy             | Dávid Sikora       |
| 2020      | Lukáš Ungvarský    | Tobias Vančo           | Martin Svrček      |
| 2021      | Martin Svrček      | Tomáš Sivok            | Lukáš Sokolík      |
| 2022      | Tomáš Sivok        | Christian Haas         | Samuel Novák       |
| 2023      | Simon Gottstein    | Matthias Schwarzbacher | Jakub Husár        |
| 2024      | Samuel Fedor       | Lukáš Vranák           | Dominik Sochan     |
| 2025      | Lukáš Gardian      | Jakub Pastva           | Ondrej Sobota      |

Multi-titrés
- 2 : Matúš Štoček

### Podiums du contre-la-montre
| Année     | Vainqueur          | Deuxième           | Troisième          |
| --------- | ------------------ | ------------------ | ------------------ |
| 2002      | Matej Jurčo        | Martin Velits      | Peter Velits       |
| 2003      | Peter Velits       | Martin Velits      | Pavel Juscak       |
| 2004-2005 | Résultats inconnus | Résultats inconnus | Résultats inconnus |
| 2006      | Jakub Novák        | Maroš Kopačka      | Róbert Gavenda     |
| 2007-2008 | Résultats inconnus | Résultats inconnus | Résultats inconnus |
| 2009      | Johann Schwábik    | Filip Filipčík     | Boris Marek        |
| 2010      | Jozef Mazán        | Johann Schwábik    | Stanislav Béreš    |
| 2011      | Ľuboš Malovec      | Michal Habera      | Erik Baška         |
| 2012      | Mário Daško        | Erik Baška         | Dávid Zverko       |
| 2013      | Tomáš Harag        | Juraj Bellan       | Milan Holomek      |
| 2014      | Juraj Bellan       | Dávid Zverko       | Ladislav Kniha     |
| 2015      | Samuel Oros        | Matej Ulík         | Ladislav Kniha     |
| 2016      | Matúš Štoček       | Samuel Oros        | Martin Vlčák       |
| 2017      | Matúš Štoček       | Lukáš Kubiš        | Jakub Varhaňovský  |
| 2018      | Adam Foltán        | Lukáš Kubiš        | Pavol Kramarčik    |
| 2019      | Filip Lohinský     | Pavol Kramarčik    | Simon Nagy         |
| 2020      | Martin Svrček      | Filip Lohinský     | Adrian Patay       |
| 2021      | Martin Svrček      | Lukáš Sokolík      | Martin Jurík       |
| 2022      | Samuel Novák       | Dominik Dunár      | Tomáš Sivok        |
| 2023      | Dominik Dunár      | Samuel Novák       | Mário Huňa         |
| 2024      | Samuel Fedor       | Lukáš Panáček      | Tomáš Drobný       |
| 2025      | Jakub Pastva       | Michal Kacina      | Jakub Mikuš        |

Multi-titrés
- 2 : Matúš Štoček, Martin Svrček